# تیگران هوومیان
تیگران ژوریکی هوومیان (ارمنی: Տիգրան Ժորիկի Հովումյան؛ زادهٔ ۸ نوامبر ۱۹۶۹) نقاش و مجسمه‌ساز اهل ارمنستان است.

## زندگی‌نامه
وی در ۸ نوامبر ۱۹۶۹ در ایروان به دنیا آمد و از آکادمی دولتی هنرهای زیبای ارمنستان، کالج دولتی هنرهای زیبای پانوس ترلمزیان فارغ‌التحصیل گشت. وی برنده جوایزی همچون مدال موسس خورناتسی (۲۰۱۷) و مدال طلای وزارت فرهنگ جمهوری ارمنستان (۲۰۱۶) است.

## نگارخانه

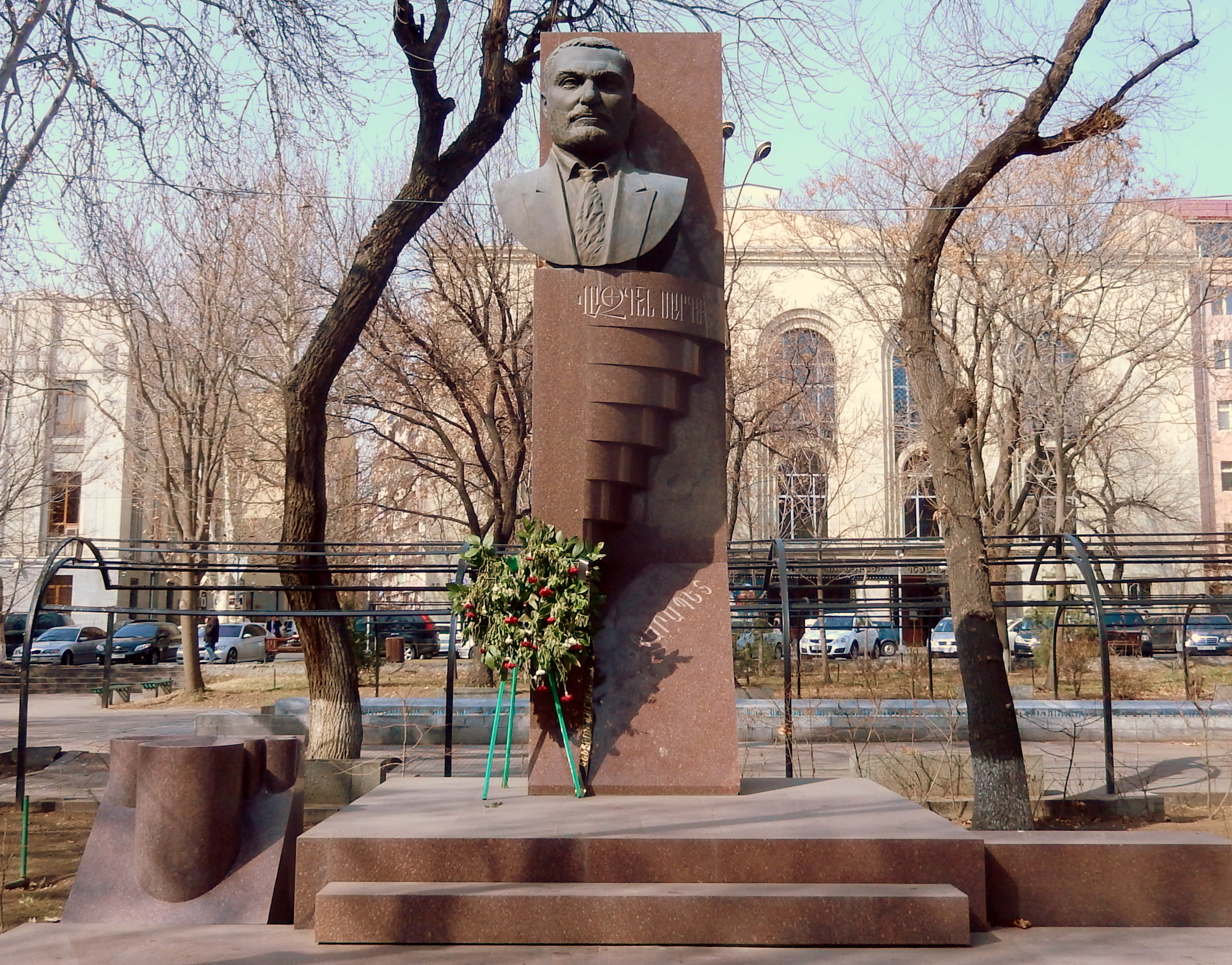